# ルーヴル＝リヴォリ駅

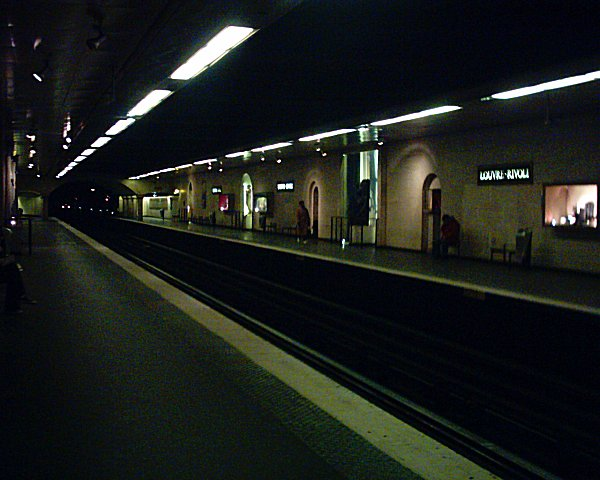
ルーヴル＝リヴォリ駅のプラットホーム

ルーヴル＝リヴォリ駅（仏: Louvre - Rivoli）は、フランスのパリメトロ1号線の駅である。1900年開業。
ルーヴル宮殿及びルーヴル通りに近いことから、ルーヴル駅として開業した。開業当時はルーヴル美術館の最寄り駅となっており、プラットホームはルーヴル美術館に合わせて古代美術で飾られている。
しかし、1989年、ルーヴル美術館（ミュゼ・デュ・ルーヴル）の新しいメイン・エントランスから離れてしまったことなどから、この駅を現駅名に変更するとともに、隣のパレ・ロワイヤル駅の駅名をパレ・ロワイヤル＝ミュゼ・デュ・ルーヴル駅に変更した。現在では、美術館に行くには後者で下車するのが一般的である。
なお、現駅名のうち「リヴォリ」の部分は、当駅が、リヴォリの戦いでの戦勝を記念したリヴォリ通りの地下に存することにちなむ。
この駅の2011年の乗客数は、258万2023人であった.

## 駅周辺
- ルーヴル宮殿（ルーヴル美術館）
- 第1区役所(パリ)

## 隣の駅
パリメトロ
■1号線
パレ・ロワイヤル＝ミュゼ・デュ・ルーヴル駅(Palais Royal - Musée du Louvre) - ルーヴル＝リヴォリ駅 - シャトレ駅(Châtelet)

## 位置情報
- 北緯48度51分39.89秒 東経2度20分25.02秒 / 北緯48.8610806度 東経2.3402833度